# Meta meruensis
Meta meruensis är en spindelart som beskrevs av Albert Tullgren 1910. Meta meruensis ingår i släktet Meta och familjen käkspindlar. Inga underarter finns listade i Catalogue of Life.